# Hirekal Gudda
Hirekal Gudda o simplement Hirekal és un grup de muntanyes del districte de Hassan a Karnataka. En la part cap al nord hi ha el puig Garudangiri (1.141 metres) al cim del qual hi ha un fort construït pel raja de Mysore el 1660. El 1770 el fort fou ocupat pels marathes però poc després retornat a Mysore. Al seu extrem meridional hi ha el temple de Malekal Tirupati.